# Hollywood Undeads diskografi
Det här är det amerikanska rap-rockbandet Hollywood Undeads diskografi.

## Album

### Studioalbum
| 2008                                                | Swan Songs - Skivbolag: A&M/Octone/Polydor - Utgivet: 2 september 2008 - Format: CD               | 22 | 8 | — | 90 | 85 | - USA: 1,000,000 - Övriga världen: 1,500,000 | USA: Platina |
| 2011                                                | American Tragedy - Skivbolag: A&M/Octone/Polydor - Utgivet: 5 april 2011 - Format: CD             | 4  | 2 | 5 | —  | 43 | - USA: 400,000+ - Övriga världen: 750,000+   |              |
| 2013                                                | Notes from the Underground - Skivbolag: A&M/Octone/Polydor - Utgivet: 8 januari 2013 - Format: CD | 2  | 1 | 1 | —  | 99 | - USA: 150,000 - Övriga världen: 450,000+    |              |
| "—" betecknar en utgivning som inte listplacerades. |                                                                                                   |    |   |   |    |    |                                              |              |

### Remixalbum
| År   | Album                                                                                             | US Dance | US Rock |
| ---- | ------------------------------------------------------------------------------------------------- | -------- | ------- |
| 2011 | American Tragedy Redux - Utgivet: 21 november 2011 - Skivbolag: A&M/Octone - Format: CD, digitalt | 9        | 49      |

### Livealbum
| År   | Album                                                                               | US | US Rock |
| ---- | ----------------------------------------------------------------------------------- | -- | ------- |
| 2009 | Desperate Measures - Skivbolag: A&M/Octone - Utgivet: 10 november 2009 - Format: CD | 29 | 10      |

### EP:er
| 2009                                                 | Swan Songs B-Sides EP - Skivbolag: A&M/Octone - Utgiven: 23 juni 2009     | 124 | 50 |
| 2010                                                 | Swan Songs Rarities EP - Skivbolag: A&M/Octone - Utgiven: 20 april 2010   | —   | —  |
| 2010                                                 | Black Dahlia Remixes - Skivbolag: A&M/Octone - Utgiven: 13 september 2010 | —   | —  |
| "—" betecknar en utgivning som inte listplacerades.. |                                                                           |     |    |

## Singlar
| År                                                  | Låt                   | Listplaceringar | Listplaceringar | Listplaceringar | Listplaceringar | Listplaceringar | Listplaceringar | Album                      |
| År                                                  | Låt                   | US              | US Alt.         | US Main.        | US Rock         | US Heat         | UK              | Album                      |
| --------------------------------------------------- | --------------------- | --------------- | --------------- | --------------- | --------------- | --------------- | --------------- | -------------------------- |
| 2008                                                | "No. 5"               | —               | —               | —               | —               | —               | —               | Swan Songs                 |
| 2008                                                | "Undead"              | 104             | 12              | 10              | —               | —               | 145             | Swan Songs                 |
| 2009                                                | "Young"               | —               | 34              | 28              | —               | —               | —               | Swan Songs                 |
| 2009                                                | "Everywhere I Go"     | —               | 38              | —               | —               | —               | —               | Swan Songs                 |
| 2010                                                | "Black Dahlia"        | —               | —               | —               | —               | —               | —               | Swan Songs                 |
| 2010                                                | "Hear Me Now"         | 101             | 20              | 9               | 23              | 9               | —               | American Tragedy           |
| 2011                                                | "Been to Hell"        | 102             | —               | 30              | —               | 13              | —               | American Tragedy           |
| 2011                                                | "Coming Back Down"    | —               | —               | —               | —               | —               | —               | American Tragedy           |
| 2011                                                | "Comin' in Hot"       | —               | —               | —               | —               | —               | —               | American Tragedy           |
| 2011                                                | "My Town"             | —               | —               | —               | —               | —               | —               | American Tragedy           |
| 2011                                                | "Levitate (Rock Mix)" | —               | —               | 38              | 34              | —               | —               | American Tragedy Redux     |
| 2012                                                | "We Are"              | —               | —               | —               | —               | —               | —               | Notes from the Underground |
| "—" betecknar en utgivning som inte listplacerades. |                       |                 |                 |                 |                 |                 |                 |                            |

## Musikvideor
| År   | Låt                                 | Regissör                            |
| ---- | ----------------------------------- | ----------------------------------- |
| 2006 | "No. 5"                             | Don Salvatore och Steven B.         |
| 2008 | "No. 5"                             | Jonas Åkerlund                      |
| 2008 | "Undead"                            | Jonas Åkerlund                      |
| 2009 | "Young"                             | Kevin Kerslake                      |
| 2009 | "Everywhere I Go"                   | Jordon Terrell och Spence Nicholson |
| 2011 | "Hear Me Now"                       | Jonas Åkerlund                      |
| 2011 | "Been to Hell"                      | Jeff Janke, Corey Soria             |
| 2011 | "Comin' in Hot"                     | Kai Henry, Robert Corbi             |
| 2011 | "Levitate" (Digital Dog Club Remix) | Don Tyler                           |
| 2012 | "My Town"                           |                                     |

## Andra låtar
- "Christmas in Hollywood" (släppt genom Itunes)
- "Everywhere I Funk" (släppt genom hollywoodundead.com)
- "The Only Ones" by Kisses for Kings (feat. Johnny 3 Tears)
- "Levitate [Rock Remix]" (släppt genom Itunes och Amazon)
- "My Town [Andrew WK Sniffles Club Remix]" (släppt genom hollywoodundead.com)

## Outgivna låtar
- "Scene for Dummies"
- "Turn off the Lights" (feat. Jeffree Star)
- "Dead in Ditches"